# Dichocrocis chlorotypa
Dichocrocis chlorotypa là một loài bướm đêm trong họ Crambidae.